# Nakşidil Sultan
Naksh-i-Dil Haseki, född 1768, död 1817, var valide sultan i det Osmanska riket under sin son sultan Mahmud II från 1808 till 1817.

## Biografi

### Bakgrund
Liksom de andra kvinnorna i det kejserliga osmanska haremet kom hon dit sedan hon fallit offer för slavhandeln, varefter hon enligt sed konverterade till islam och fick ett persiskt namn, i hennes fall Nakşidil ('Broderad i hjärtat'), och fick en turkisk-muslimsk uppfostran innan hon presenterades för sultan Abd ül-Hamid I som hans konkubin. 
Hennes bakgrund innan hon togs som slav är obekräftad, och det har föreslagits både att hon kom från Georgien och från Cirkassien, vilket på den tiden var den vanligaste bakgrunden för haremsslavarna.   Det finns en berömd legend om att Nakşidil Sultan ursprungligen var Aimée du Buc de Rivéry, en kusin till Frankrikes kejsarinna Joséphine de Beauharnais, som försvann under en resa till havs.  Enligt legenden överfölls Aimée du Buc de Rivérys skepp av barbareskpirater, som sålde henne på slavmarknaden till Abd ül-Hamid I:s harem.  Det finns dock inga bevis som bekräftar att Nakşidil Sultan och Aimée du Buc de Rivéry är samma person. 

### Konkubin
Nakşidil Sultan blev genom Abd ül-Hamid I mor till den blivande Mahmund II år 1785.  När Abd ül-Hamid I avled 1789 efterträddes han av sin brorson Selim III, och hon blev sedvanligt flyttad till det gamla palatset för pensionerade konkubiner och förlorade vårdnaden om sin son. 
År 1807 avsattes Selim III och efterträddes av Abd ül-Hamid I:s äldre son, Mustafa IV. Denna gav 1808 order om att mörda både den avsatte Selim och sin halvbror prins Mahmud, men han lyckades fly med hjälp av slavflickan Cevri. 

### Valide sultan
Kort efter detta avsattes Mustafa IV i en kupp ledd av Alemdar Mustafa Pasha, och hennes son Mahmund II placerades på tronen.  Nakşidil Sultan fick som hans mor titeln valide sultan och blev den högst rankade kvinnan i riket. Som sådan var hon högt ärad i haremet men det finns ingenting som tyder på att hon hade någon form av inflytande på politiken.